# Dovjîțea, Manevîci
Dovjîțea (în ucraineană Довжиця) este localitatea de reședință a comunei Dovjîțea din raionul Manevîci, regiunea Volînia, Ucraina.

## Demografie
Componența lingvistică a localității Dovjîțea
     Ucraineană (100%)
Conform recensământului din 2001, toată populația localității Dovjîțea era vorbitoare de ucraineană (100%).